# Luciano Cresci
Luciano Cresci (1º luglio 1932 – 8 maggio 2022) è stato un ingegnere e scrittore italiano.

## Biografia
Originario di La Spezia, ha vissuto e lavorato a Milano.
Laureato in ingegneria elettronica al Politecnico di Torino, è stato a lungo dirigente della IBM. Lavorando negli Stati Uniti ed in Italia in questa multinazionale, ha potuto vivere da protagonista le varie fasi della rivoluzione digitale, contribuendo alla diffusione dell'informatica in tutti i settori della società.
Fin dal periodo universitario ha avuto un grande interesse per la matematica ricreativa, e si è dedicato con passione alla divulgazione scientifica
.
Questo lo ha portato a pubblicare alcuni saggi a tema, tra cui la trilogia di "celebrità": Le curve celebri (Franco Muzzio Editore 1998), I numeri celebri (Bolaffi Boringhieri 2000) e Le stelle celebri (Hoepli 2002).
I suoi scritti sono rivolti ad un pubblico non specialistico, ed oltre a fornire conoscenze scientifiche sono l'occasione per raccontare: curiosità, aneddoti storici e fare divagazioni divertenti.
.
.
.

## Alcuni testi
- Le stelle celebri  Hoepli , 2002
- Il cerchio curva perfetta, Hoepli , 2008
- Le curve celebri. Invito alla storia della matematica attraverso le curve piane più affascinanti, Franco Muzzio Editore , 2016
- Le curve matematiche. Tra curiosità e divertimento,  Hachette (Milano), 2017
- I numeri celebri, Bollati Boringhieri , 2017